# Havängsdösen
Havängsdösen er en stenkammergrav fra den yngre stenalder, beliggende på Østerlen i Skåne, Sverige. Den er cirka 5000 år gammel.